# Caraphia laticeps
Caraphia laticeps är en skalbaggsart som först beskrevs av Maurice Pic 1922.  Caraphia laticeps ingår i släktet Caraphia och familjen långhorningar. Inga underarter finns listade.